# День сонця і дощу
«День сонця і дощу» (рос. «День солнца и дождя») — радянський художній фільм 1967 року, знятий на кіностудії «Ленфільм».

## Сюжет
Коля Мухін і Альоша Кронов, семикласники ленінградської школи, вчаться в одному класі, але симпатії один до одного не відчувають, тому що Коля — відмінник, а Альоша — двієчник і хуліган. Одного разу, з вини Альоші, вони прогуляли уроки і цілий день провели в місті разом, а події, що відбувалися з ними, не тільки допомогли їм краще пізнати один одного, але і в чомусь змінити своє ставлення до навколишнього світу.

## У ролях
- Олександр Баринов —  Альоша Кронов
- Анатолій Попов —  Коля Мухін
- Світлана Савьолова —  Світа, сестра Альоші
- Єлизавета Тіме —  Олена Сергіївна, актриса
- Михайло Козаков —  актор в ролі Мішки-Япончика
- Тетяна Пилецька —  актриса в ролі Віри Холодної
- Йосип Конопацький —  режисер
- Олександр Соколов —  батько Альоші, таксист
- В. Горбунова —  касирка
- Тамара Колесникова —  асистент режисера
- Віктор Набутов —  вчитель фізкультури
- Олексій Петренко —  офіціант в ресторані
- Ольга Черкасова —  вчителька математики
- Тамара Авдєєнкова — епізод
- Олена Лєскова — епізод
- Володимир Марков — епізод
- Яків Мельберг — епізод
- Юрій Оськін —  військовий  (в титрах не вказаний)

## Знімальна група
- Автор сценарію: Едвард Радзинський
- Режисер:  Віктор Соколов
- Головний оператор:  Володимир Чумак
- Художники:  Євген Гуков, Олександр Компанієць
- Композитор:  Георгій Портнов
- Звукооператор: Бетті Лівшиць
- Оператори:  Валерій Федосов, Валентин Комаров
- Редактор: М. Кураєв
- Асистенти режисера: І. Іванов, Д. Герцель, А. Степанова
- Асистенти оператора: Ю. Воронцов, В. Михайлов
- Монтажер: Тамара Денисова
- Гример: Л. Корнілова
- Художник-декоратор: С. Головін
- Директор картини: Йосип Шурухт